# エーリッヒ・ケーラー

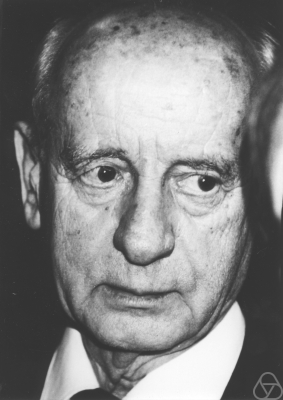
エーリッヒ・ケーラー （1990年、ハンブルグにて）

エーリッヒ・ケーラー（Erich Kähler, 1906年1月16日 - 2000年5月31日）は、ドイツの数学者および哲学者。ライプツィヒ生まれ、ハンブルク近郊のヴェーデルにて没。

## 生涯
ケーラーは1924年から1928年にかけてライプツィヒにて数学、天文学、物理学を学び、レオン・リヒテンシュタインの下で1928年に「n体問題の特殊解から導かれる、回転液体の平衡形状の存在について」により博士号を取得した。 1930年、ヴィルヘルム・ブラシュケの下でハンブルク大学にて「代数的微分方程式の積分について」により教授資格を得る。 1929年、ケーニヒスベルク大学にて助教授となり、1930年からは准教授として1929年から1935年の間ハンブルク大学に数学の講座を持った。1931年から1932年にかけて、ローマにロックフェラー奨学生として1年間留学し、イタリア人幾何学者のグイド・カステルヌオーヴォ、フランチェスコ・セヴェリ、フェデリゴ・エンリケ、ベニアミーノ・セグレらに加え、（後にケーラー多様体の本を書くことになる）アンドレ・ヴェイユとトゥーリオ・レヴィ＝チヴィタに出会っている。このときにイタリアとの縁ができ、折に触れてイタリア語で発表するようになった。終戦後、フランスの捕虜となるが、その中でもフレデリック・ジョリオ＝キュリーやエリ・カルタンの支持により数学の研究を続けることができた。ハンブルク大学で常勤講師を経た後、1948年にパウル・ケーベの後任としてライプツィヒ大学の教授となるが、政治上の対立から1958年に辞することとなる。その後1958年から1964年の間はベルリン工科大学で、1964年から1974年に引退するまではエミール・アルティンの後任としてハンブルク大学の教授として勤めた。引退後も主に数学上の哲学的問題について活発に研究をつづけた。
1955年2月24日、東ドイツ科学アカデミー正会員に選出。1957年、国立科学アカデミー・レオポルディーナ正会員。1966年11月17日、非正会員に変更。1969年5月20日、外国会員に。1990年のドイツ再統一後正会員に。
彼の下で博士号を取得した学生としてロルフ・ベルントやアルミン・ウールマンがいる。

## 業績
三体及び n 体問題についての博士研究の後、複素解析を研究する。1931年から1932年にかけてのローマ留学中、代数幾何学における「イタリア学派」の中心人物であるカステルヌオーヴォ、エンリケ、セヴェリと出会う。
この時期、幾何学は代数的構造に強く結びついているという考え方が主流となりつつあり、数論幾何学へと発展した。そこに、ケーラーはイタリア学派の代数幾何学的手法とブラシュケの下で学んだ微分幾何学的手法を結び付けた。ケーラーの手法の主要は複雑なあるリーマン空間を閉じた微分形式を通じて識別する。計量が閉じた微分形式 ω = ∑
gij dzi dzj を形成する、つまり dω = 0 が成り立つ複素多様体をケーラー多様体と呼ぶ。ケーラーは1932年にケーラー計量およびケーラー多様体を導入した。ケーラー多様体は弦理論における余剰次元のコンパクト化などに必要な数学の基礎的役割を果す。
ケーラーの仕事は強い哲学的偏りをもっており、独自の用語を用いることも多いため、理解および受容の障害となることがある。彼の大著 Geometria aritmetica では、数論と幾何学の統合が模索されており、体だけでなく局所環の種類についても考察されている。彼のこの業績は、1950年代後半のほぼ同時期に概型論をもとに代数幾何学の新たな基盤を築くという計画を発足させていたアレクサンドル・グロタンディークに先駆けたものである。ケーラーは Geometria aritmetica は計画の始まりだと考えていたが、グロタンディークの仕事が公開されるまでそれ以上追及することはなかった。1963年、彼の理論を広くわかりやすいようにまとめたものが出版された。Geometria aritmetica に含まれていたアイデアとの違いは、後の Arithmetischen Geometrie でさらに取り上げられた。
ケーラーは、例えば微分形式のマクスウェル方程式やディラック方程式など、数理物理学にも取り組んだ。彼は、エリ・カルタンによる微分形式をさらに発展させ（カルタン・ケーラー理論、ケーラー微分）、微分方程式系の理論に応用した。他にも影響の大きい業績として、2変数複素関数に関連する理論が挙げられる。
ケーラーは数論が物理学においてもっと大きな役割を果すべきであると確信していた。そのため、彼は非主流のアイデアを追い求めることになった。例えば、特殊相対性理論におけるローレンツ群を「新ポアンカレ群」と呼ばれるもの（これはヘルマン・ニコライによるド・ジッター群と同一である）と置き換えた。 彼は、この群を離散部分群かつ保型形式に属するものと考えており、それゆえ数論と結びつけていた。このアイデアは彼が後年探究した代数の基礎を築くという包括的な哲学の一部で、彼は数学の言葉を哲学のみならず他の分野学問上の問題、ひいては生活上の問題を扱い、解決するための基礎と見做しており、そのため彼の著作に用いられている用語は独特のものとなっている。1970年代、彼はハンブルクで哲学の講義を開き続けた。彼の哲学的著作（例えばMonadologie 1975, 1977）の多くは未出版のままである。

## 著作
- Rolf Berndt, Oswald Riemenschneider (Herausgeber) Mathematische Werke/Mathematical Works. de Gruyter, Berlin 2003, ISBN 3-11-017118-X
- Einführung in die Theorie der Systeme von Differentialgleichungen, Hamburger Mathematische Einzelschrift, Teubner 1934
- Geometria aritmetica, Annali di Matematica, Serie IV, Band 45, 1958, S. 1–399
- Über die Beziehungen der Mathematik zu Astronomie und Physik, Jahresbericht DMV, Band 51, 1941, S. 52–63 (überarbeitete Fassung im Gauß-Gedenkband, Herausgeber Reichardt, Leipzig 1957)
- Wesen und Erscheinung als mathematische Prinzipien der Philosophie, Nova Acta Leopoldina, Neue Folge, Band 30, Nr. 173, 1965, S. 9–21
- Raum-Zeit-Individuum, in Heinrich Begehr Mathematik aus Berlin, Berlin 1997, S. 41–105
- Also sprach Ariadne, Istituto Lombardo, Rend.Sc., A 126, 1992, S. 105–154
- Nietzsches Philosophie als höchstes Stadium des deutschen Idealismus, Spectrum, Band 22, 1991, S. 44–46

## 原語注
1. ↑  „Über die Existenz von Gleichgewichtsfiguren rotierender Flüssigkeiten, die sich aus gewissen Lösungen des n-Körperproblems ableiten“
2. ↑  „Über die Integrale algebraischer Differentialgleichungen“